# Olivier Bernhard
Olivier Bernhard (St. Gallen, 16 juni, 1968), bijgenaamd Oli, is een voormalige Zwitserse duatleet en triatleet uit Heiden. Hij is tweevoudig wereldkampioen duatlon en meervoudig Zwitsers triatlon en duatlon kampioen op verschillende afstanden.
Olivier is begonnen met het doen van triatlons in 1989. Twee jaar later behaalde hij zijn eerste succes met het veroveren van de nationale titel op korte afstand. Hij won viermaal Ironman Switzerland (2000, 2002, 2003, 2004). Ook nam hij verschillende keren deel aan de Ironman Hawaï. Zijn beste prestatie hierbij is een vijfde plaats in 1999 met een tijd van 8:27.12.
In oktober 2005 beëindigde hij zijn sportieve loopbaan. Hij is getrouwd en heeft een tweelingbroer.

## Titels
- Wereldkampioen duatlon op de lange afstand : 1998, 1999
- Zwitsers kampioen duatlon op de lange afstand : 1998, 1999, 2001, 2002
- Zwitsers kampioen triatlon op de lange afstand : 1996, 1998, 2000, 2004
- Zwitsers kampioen duatlon op de korte afstand : 2001, 2002
- Zwitsers kampioen triatlon korte afstand : 1991, 1992, 1993, 1995

## Belangrijke prestaties

### triatlon
- 1992: 18e WK olympische afstand in Huntsville - 1:51.23
- 1994:  triatlon van Almere - 8:28.37
- 1995:  triatlon van Almere - 8:20.20
- 1995: 8e WK lange afstand in Nice - 5:54.48
- 1996: DNF Ironman Hawaï
- 1997 DNF Ironman Hawaï
- 1999:  Ironman Switzerland
- 1999: 5e Ironman Hawaï - 8:27.12
- 2000: DNF Ironman Florida
- 2000:  Ironman Switzerland
- 2001:  Ironman Canada - 8:33.23
- 2001:  Ironman Florida - 8:29.57
- 2002:  Ironman Switzerland - 8:33
- 2002:  Ironman Australia - 8:26.05
- 2002: DNF Ironman Hawaï
- 2003:  Ironman Switzerland - 8:27.05
- 2003: 19e Ironman Hawaï - 8:50.33
- 2004:  Ironman Switzerland - 8:16.06
- 2004:  Ironman Florida - 8:35.30

### duatlon
- 1990:  EK (Zofingen) - tijd onbekend
- 1994:  Powerman (Zofingen) - 6:19.44
- 1996:  Powerman (Zofingen) - 6:47.21
- 1997:  WK lange afstand (Zofingen) - 6:36.26
- 1998:  WK lange afstand (Zofingen) - 6:22.04
- 1999:  WK lange afstand (Zofingen) - 6:32.06
- 2000:  Powerman (Zofingen) - 6:23.10
- 2001:  Powerman (Zofingen) - 6:32.09
- 2002:  Powerman (Zofingen) - 6:24.37
- 2004:  Powerman (Zofingen) - 6:26.22